# M43 (天体)
座標:  05h 35m 31s, −05° 16′ 00.2″
M43 (NGC 1982) はオリオン大星雲 (M42) のすぐ北側に広がる小さく暗い円形の散光星雲。

## 概要
オリオン座の三つ星の南にある小三つ星の中央付近に位置し、小三つ星を構成するオリオン大星雲のすぐ北にある。オリオン大星雲との境界は小口径の天体望遠鏡では確認できないが、現在ではオリオン大星雲とM43は同一の星雲の別々の部分であることが分かっている。M43は鳥の頭部にたとえられることが多い。暗黒帯がM43を横切っていて、それが鳥のくちばしのように見せている。中心部には恒星がある。

## 観測史
フランスの科学者ジャン＝ジャック・ドルトゥス・ド・メラン（Jean-Jacques d'Ortous de Mairan ）が1731年にオリオン大星雲に接した星雲を発見している。ド・メランは「オリオンの輝く部分に近く、もうひとつの星があり、同じような光につつまれている」と記している。